# Lista de seleções que terminaram a Copa do Mundo de Futebol invictas
Este artigo trás uma Lista de Seleções que terminaram sua participação em uma dada Copa do Mundo de Futebol de forma invicta, ou seja, sem nenhuma derrota.

## Seleções que terminaram Copas do Mundo Futebol invictas
| Copa                       | Seleção       | Resultados             | Colocação |
| -------------------------- | ------------- | ---------------------- | --------- |
| Copa do Mundo FIFA de 1930 | Uruguai       | 4 vitórias e 0 empate  | 1º Lugar  |
| Copa do Mundo FIFA de 1934 | Itália        | 4 vitórias e 1 empate  | 1º Lugar  |
| Copa do Mundo FIFA de 1938 | Itália        | 4 vitórias e 0 empate  | 1º Lugar  |
| Copa do Mundo FIFA de 1950 | Uruguai       | 3 vitórias e 1 empate  | 1º Lugar  |
| Copa do Mundo FIFA de 1958 | Brasil        | 5 vitórias e 1 empate  | 1º Lugar  |
| Copa do Mundo FIFA de 1962 | Brasil        | 5 vitórias e 1 empate  | 1º Lugar  |
| Copa do Mundo FIFA de 1966 | Inglaterra    | 5 vitórias e 1 empate  | 1º Lugar  |
| Copa do Mundo FIFA de 1970 | Brasil        | 6 vitórias e 0 empate  | 1º Lugar  |
| Copa do Mundo FIFA de 1974 | Escócia       | 1 vitória e 2 empates  | 9º Lugar  |
| Copa do Mundo FIFA de 1978 | Brasil        | 4 vitórias e 3 empates | 3º Lugar  |
| Copa do Mundo FIFA de 1982 | Itália        | 4 vitórias e 3 empates | 1º Lugar  |
| Copa do Mundo FIFA de 1982 | Inglaterra    | 3 vitórias e 2 empates | 6º Lugar  |
| Copa do Mundo FIFA de 1982 | Camarões      | 0 vitória e 3 empates  | 17º Lugar |
| Copa do Mundo FIFA de 1986 | Argentina     | 6 vitórias e 1 empate  | 1º Lugar  |
| Copa do Mundo FIFA de 1986 | Brasil        | 4 vitórias e 1 empate  | 5º Lugar  |
| Copa do Mundo FIFA de 1986 | México        | 3 vitórias e 2 empates | 6º Lugar  |
| Copa do Mundo FIFA de 1990 | Alemanha      | 5 vitórias e 2 empates | 1º Lugar  |
| Copa do Mundo FIFA de 1990 | Itália        | 6 vitórias e 1 empate  | 3º Lugar  |
| Copa do Mundo FIFA de 1994 | Brasil        | 5 vitórias e 2 empates | 1º Lugar  |
| Copa do Mundo FIFA de 1998 | França        | 6 vitórias e 1 empate  | 1º Lugar  |
| Copa do Mundo FIFA de 1998 | Itália        | 3 vitórias e 2 empates | 5º Lugar  |
| Copa do Mundo FIFA de 1998 | Bélgica       | 0 vitórias e 3 empates | 19º Lugar |
| Copa do Mundo FIFA de 2002 | Brasil        | 7 vitórias e 0 empate  | 1º Lugar  |
| Copa do Mundo FIFA de 2002 | Espanha       | 3 vitórias e 2 empates | 5º Lugar  |
| Copa do Mundo FIFA de 2002 | Irlanda       | 1 vitória e 3 empates  | 12º Lugar |
| Copa do Mundo FIFA de 2006 | Itália        | 5 vitórias e 2 empates | 1º Lugar  |
| Copa do Mundo FIFA de 2006 | França        | 4 vitórias e 3 empates | 2º Lugar  |
| Copa do Mundo FIFA de 2006 | Argentina     | 3 vitórias e 2 empates | 6º Lugar  |
| Copa do Mundo FIFA de 2006 | Inglaterra    | 3 vitórias e 2 empates | 7º Lugar  |
| Copa do Mundo FIFA de 2006 | Suíça         | 2 vitórias e 2 empates | 10º Lugar |
| Copa do Mundo FIFA de 2010 | Nova Zelândia | 0 vitória e 3 empates  | 22º Lugar |
| Copa do Mundo FIFA de 2014 | Alemanha      | 6 vitórias e 1 empate  | 1º Lugar  |
| Copa do Mundo FIFA de 2014 | Países Baixos | 5 vitórias e 2 empates | 3º Lugar  |
| Copa do Mundo FIFA de 2014 | Costa Rica    | 2 vitórias e 3 empates | 8º Lugar  |
| Copa do Mundo FIFA de 2018 | Espanha       | 1 vitória e 3 empates  | 10º Lugar |
| Copa do Mundo FIFA de 2018 | Dinamarca     | 1 vitória e 3 empates  | 11º Lugar |
| Copa do Mundo FIFA de 2018 | França        | 6 vitórias e 1 empate  | 1º Lugar  |
| Copa do Mundo FIFA de 2022 | Países Baixos | 3 vitórias e 2 empates | 5º Lugar  |

- Fonte:Abril[1]

A Suíça foi a única seleção, na história das Copas, eliminada sem ter tomado nenhum gol.

## Seleções campeãs da Copas do Mundo de Futebol com derrota
Seleções campeãs da Copa do Mundo de Futebol que sofreram derrota 
| Copa                       | Seleção   | Resultados                        | Colocação |
| -------------------------- | --------- | --------------------------------- | --------- |
| Copa do Mundo FIFA de 1954 | Alemanha  | 5 vitórias, 0 empate e 1 derrota  | 1º Lugar  |
| Copa do Mundo FIFA de 1974 | Alemanha  | 6 vitórias, 0 empate e 1 derrota  | 1º Lugar  |
| Copa do Mundo FIFA de 1978 | Argentina | 5 vitórias, 1 empate e 1 derrota  | 1º Lugar  |
| Copa do Mundo FIFA de 2010 | Espanha   | 6 vitórias, 0 empate e 1 derrota  | 1º Lugar  |
| Copa do Mundo FIFA de 2022 | Argentina | 4 vitórias, 2 empates e 1 derrota | 1º Lugar  |